# FIFA 11
FIFA 11 (i Nordamerika FIFA Soccer 11) utkom 2010 och är ett fotbollsspel från Electronic Arts (EA). Det är det 18:e spelet i FIFA-serien. FIFA 11 släpptes i Nordamerika 28 september 2010, i Australien 30 september 2010 och i Europa 1 oktober 2010 (30 september 2010 i Sverige), förutom Wii-versionen av spelet, som släpptes den 3 oktober i Europa och Nordamerika. En demoversion av FIFA 11 släpptes den 15 september 2010 för Microsoft Windows, Xbox 360 och Playstation 3. Microsoft Windows-användare kan via onlineläget vara kompatibel med Xbox Live, alltså kan Windowsanvändare spela tillsammans med Xboxanvändare, både i onlinematcher, online karriärläge och rankingsystem (finns endast på Windowsversionen). På omslaget ses Wayne Rooney och Kaká.

## Musik
- The Pinker Tones - "Sampleame"
- Ladytron - "Ace of Hz"
- Ram Di Dam - "Flashbacks"
- The Black Keys - "Tighten Up"
- Caribou - "Odessa"
- Gorillaz - "Rhinestone Eyes"
- Charlotte Gainsbourg - "Trick Pony"
- Chromeo - "Don't Turn The Lights On"
- Adrian Lux - "Can't Sleep"
- Choq Quib Town - "Oro (El Bombo)"
- Ana Tijoux - "1977"
- Yeasayer - "O.N.E"
- Dan Black - "Wonder"
- DaPuntoBeat - ":O"
- Dum Dum Girls - "It Only Takes One Night"
- Ebony Bones - "W.A.R.R.I.O.R"
- Groove Armada - "Paper Romance"
- Howl - "Controller"
- Jónsi - "Around Us"
- Jump Jump Dance Dance - "White Picket Fences"
- LCD Soundsystem - "I Can Change"
- Linkin Park - "Black Out"
- Locnville - "Sun In My Pocket"
- Malachai - "Snowflake"
- Maluca - "El Tigeraso"
- Mark Ronson feat. Simon LeBon & Wiley - "Record Collection"
- Massive Attack - "Splitting The Atom"
- MGMT - "Flash Delirium"
- Zemaria - "The Space Ahead"
- Scissor Sisters - "Fire With Fire"
- Tulipa - "Efemera"
- Two Door Cinema Club - "I Can Talk"
- We Are Scientists - "Rules Don't Stop"

### Fotnoter
1. ↑  ”FIFA Soccer 11” (på engelska). Mobygames. 11 mars 2010. http://www.mobygames.com/game/windows/fifa-soccer-11. Läst 18 juni 2016.